# 小雨蛙
小雨蛙（学名：Microhyla fissipes）又名飾紋姬蛙、小姬蛙。為姬蛙科姬蛙屬的兩棲動物，分佈範圍從中國南部和中部到馬來半島和台灣，以往與南亞的飾紋姬蛙（Microhyla ornata）被視為同一品種。

## 描述
如同其他姬蛙科蛙類，小雨蛙是一種小型青蛙：雄性體長 22—27 mm（0.87—1.06英寸），雌性體長 25—28 mm（0.98—1.10英寸）。蝌蚪相對較小 ，體長約 22 mm（0.87英寸）。

## 棲地及習性
小雨蛙為廣泛分佈的品種，可以發現於許多棲地類型，包括低地灌木叢，草地，農田，牧場及都市。 Sub-fossorial in habit, 亦可發現於森林底層的落葉層中。主要於夜間活動，雨季時特別活躍。繁殖於雨後產生的小水窪或池塘。對於棲息地的改變容忍度高，常可發現於非密集耕作的農田中。 在馬來西亞半島, 小雨蛙棲息在較高的山地森林中，在低矮的植被或水坑區域可發現其蹤跡。